# Тхеравада
Тхеравада або Тгеравада (санскр. थेरवाद, трансліт. theravaad, досл. «вчення старійшин») — найстаріша зі шкіл буддизму, що збереглися до нашого часу. Вона будує вчення та практику на словах Будди, збережених в Палійському каноні — найстарішому з наявних буддійських канонів. Його тексти сприймаються як автентичні в усіх гілках буддизму. Практика Тхеравади спирається на розвиток «ґрунтовної уваги», що призводить до розвитку вмілих якостей. 

## Назва
Тхераваду помилково називають «малим транспортним засобом» (хінаяна), на відміну від «великого транспортного» або махаяни. Обидві буддійські течії співіснують, але є й інші форми буддизму. Введення терміна «хінаяна» походить з махаяни, де так називають школи, що не належать до махаяни. Хіна означає не тільки малий, але й нижчий. На Заході цей термін прийняли, не знаючи справжніх передумов. Історично термін Хінаяна відноситься до сарвастівадінів, однієї з 18 найдавніших шкіл.

## Історія
Вважається, що Тхеравада склалася під час Третього буддійського собору, прибл. 250 до н. е., в Індії, за правління імператора Ашоки. Завдяки його прозелітичній діяльності Тхеравада стала відома також на елліністичному Заході (Александрія, Антіохія, Атени та ін). Деякі з едиктів Ашоки були написані давньогрецькою та арамейською мовами.
Нині це основна школа буддизму Шрі-Ланки (бл. 70 % населення) і більшості континентальних країн Південно-Східної Азії (Камбоджа, Лаос, М'янма, Таїланд). Буддизм школи Тхеравада також традиційно практикують деякі національні меншини Південно-Західного Китаю, В'єтнаму, Бангладеш, Малайзії. Порівняно недавно Тхеравада також набула поширення в Сінгапурі та Австралії.
У 1891 році Анагаріка Дхармапала заснував «Maha Bodhi Society», започаткувавши буддійське відродження в Індії.

## Доктрини
У буддизмі тхеравади вважається, що зусиллями бхіккху і ченців (сангхи), які дотримуються заповідей Гусоку (заповідей висвячених ченців), і мирян, які їх підтримують, збережено раннє буддійське вчення, або вчення Будди, в його чистому вигляді. Однак відмінності між різними школами вважаються рівноцінними, і вчення племінних шкіл буддизму, записані в китайських і тибетських перекладах «Санцанґи», а також у більш пізніх також вважаються збереженими. З точки зору буддологів, які проводять порівняльні дослідження палійських писань Тхеравади з племінними буддійськими текстами, знайденими в Пакистані, Тхеравада оцінюється лише як єдина секта, що передала доктрини й практики періоду племінного буддизму до наших днів.
У той час як буддисти махаяни створили буддійське писання для кожної пізнішої буддійської теорії, буддисти тхеравади успадкували палійський сансанг, в якому той самий зміст записаний сингальською та іншими етнічними писемностями. Оскільки буддійські писання передаються в усній формі, то й настанови передаються шляхом запрошення ченців, які опанували настанови та вчення, а не шляхом пошуку письмових писань.
Вчення стверджує, що Життя в нескінченному повторенні сансари — це «страждання» (дукга). Причиною цього страждання є прив'язаність, спричинена оманами. І що найефективніший спосіб подолати невігластво і звільнитися від сансари — це практика Вісімкового шляху (патіпатті) через суворе дотримання заповідей і практику медитації. Буддійська традиція тхеравади заснована на чистому дотриманні та передачі заповідей і вчень, викладених Буддою, а також на практиці мудрості та співчуття, що ведуть до просвітлення. Традиція тхеравади відрізняється від розмаїття буддизму махаяни тим, що спирається на єдину тіпітаку, записану давньоіндійською світською мовою палі, і є доктринально єдиною в межах шрі-ланкійської школи махаяни.
Відносини між висвяченими й висвяченими мирянами не є односторонніми відносинами зверху вниз, як, наприклад, просвітлення живих істот згори про їхнє невігластво і просвітлення. Висвячений мирянин, який практикує для самоспасіння, є існуванням для мирянина, який присвячує себе практиці уникнення злих вчинків, стаючи тією людиною, якою він не є. Хоча вони не приносять користі з точки зору мирської вигоди чи втрат, практики дзендзюцу накопичують заслуги, стверджуючи й приносячи жертви посвяченим, які відреклися від мирського життя й уникають злих вчинків. Використовуються десять параміт, але порядок і назви відрізняються від буддизму Махаяни, оскільки параміти позиціонуються як щоденні практики для розвитку характеру.

### Заборони
Для Таїланду, де понад 90% населення є буддистами тхеравади, Міністерство закордонних справ випустило доктринальне попередження:
- Ченці ніколи не повинні торкатися жінок (в тому числі дітей) або дозволяти їм торкатися себе.
- На тілі голова вважається священною як місце, де мешкають духи, і торкатися до неї - табу.
- Погладжування дитини по голові також може спричинити неприємності.
- Ноги вважаються нечистими, тому уникайте сидіти так, щоб підошви ніг були звернені до третьої особи, або помилково вказувати ногами на когось.

Серед країн зі схожими поглядами належать В'єтнам, Лаос і М'янма.

## Розповсюдження
Іноді тхераваду також називають «буддизмом Півдня», оскільки вона поширилася з Індії на південь (Шрі-Ланка). Тхераваду переважно сповідують у Шрі-Ланці, М'янмі, Таїланді, Камбоджі та Лаосі. Тхеравада також здавна практикується в Індонезії та Читтагонгу (Бангладеш), але там вона є рухом меншості. Сьогодні тхеравада все більше поширюється і в західних країнах. 

### Підсумкова таблиця
| Порядок | Країна    | Кількість  | % мирян | Кількість мирян | Значимість переконань |
| ------- | --------- | ---------- | ------- | --------------- | --------------------- |
| 1       | Таїланд   | 66 720 100 | 94,6 %  | 63 117 300      | 97 %                  |
| 2       | М'янма    | 60 280 000 | 89 %    | 53 649 200      | 96 %                  |
| 3       | Шрі-Ланка | 20 277 500 | 70,2 %  | 14 222 800      | 100 %                 |
| 4       | Камбоджа  | 14 701 700 | 96,4 %  | 14 172 400      | 95 %                  |
| 5       | Лаос      | 6 477 200  | 67 %    | 4 339 700       | 98 %                  |
| 6       | В'єтнам   | 88 780 000 | 91%     | 1 260 600       | n/a                   |